# Kees Broekman
Cornelis Broekman, detto Kees (De Lier, 2 luglio 1927 – Berlino, 8 novembre 1992), è stato un pattinatore di velocità su ghiaccio olandese.

## Palmarès

### Olimpiadi invernali
- Argento a Oslo 1952 nei 5000 metri.
- Argento a Oslo 1952 nei 10000 metri.

### Mondiali - Velocità
- Argento a Oslo 1949 nel programma completo.

### Europei - Velocità
- Oro a Hamar 1953 nel programma completo.
- Argento a Õstersund 1952 nel programma completo.